# Saint-Moré
Saint-Moré là một xã của Pháp,tọa lạc ở tỉnh Yonne trong vùng Bourgogne-Franche-Comté.

## Hành chính
| Danh sách các thị trưởng               |           |                   |      |                          |
| Giai đoạn                              | Giai đoạn | Tên               | Đảng | Tư cách                  |
| tháng 3 năm 2001                       | mars 2008 | Jean Paul Cordier | sans | Président du SIVU du CPI |
| Tất cả các dữ liệu trước đây không rõ. |           |                   |      |                          |

## Biến động dân số
| Năm | 1962 | 1968 | 1975 | 1982 | 1990 | 1999 |
| --- | ---- | ---- | ---- | ---- | ---- | ---- |
| Dân số | 180  | 155  | 151  | 137  | 170  | 186  |
| From the year 1962 on: No double counting—residents of multiple communes (e.g. students and military personnel) are counted only once. |      |      |      |      |      |      |